# Лапинка (Нікополь)
Лапинка — місцевість, західна частина міста Нікополь. Розташована між центральною частиною Микитин Ріг й Сулицьким над річкою Дніпро.

## Назва
Назва походить від однойменного русла Дніпра, вздовж якого виникло поселення.

## Історія
На території Лапинки, в межах колишнього Будинку відпочинку, знаходився,цвинтар, де крім місцевих жителів, були поховані останні запорожці та братська могила померлих від поранень і хвороб матросів імператорської армії російського флоту, що брали участь у Кримській війні. Тут же розташовувалася знищена у 1941 році церква преподобного Іоана Дамаскіна, яка була найпершим кам'яним храмом міста.
Лапинка закікнчувалася там, де нині пролягає вулиця Псковська й провулок Упорний. Далі починається район Сулицьке.
У 2005 році на території Лапинки були знайдені залишки бегемота.

## Інфраструктура
На території Лапинки розташовані річковий порт, 2 середні загальноосвітні школи, автошкола.